# Amirani (sopka)

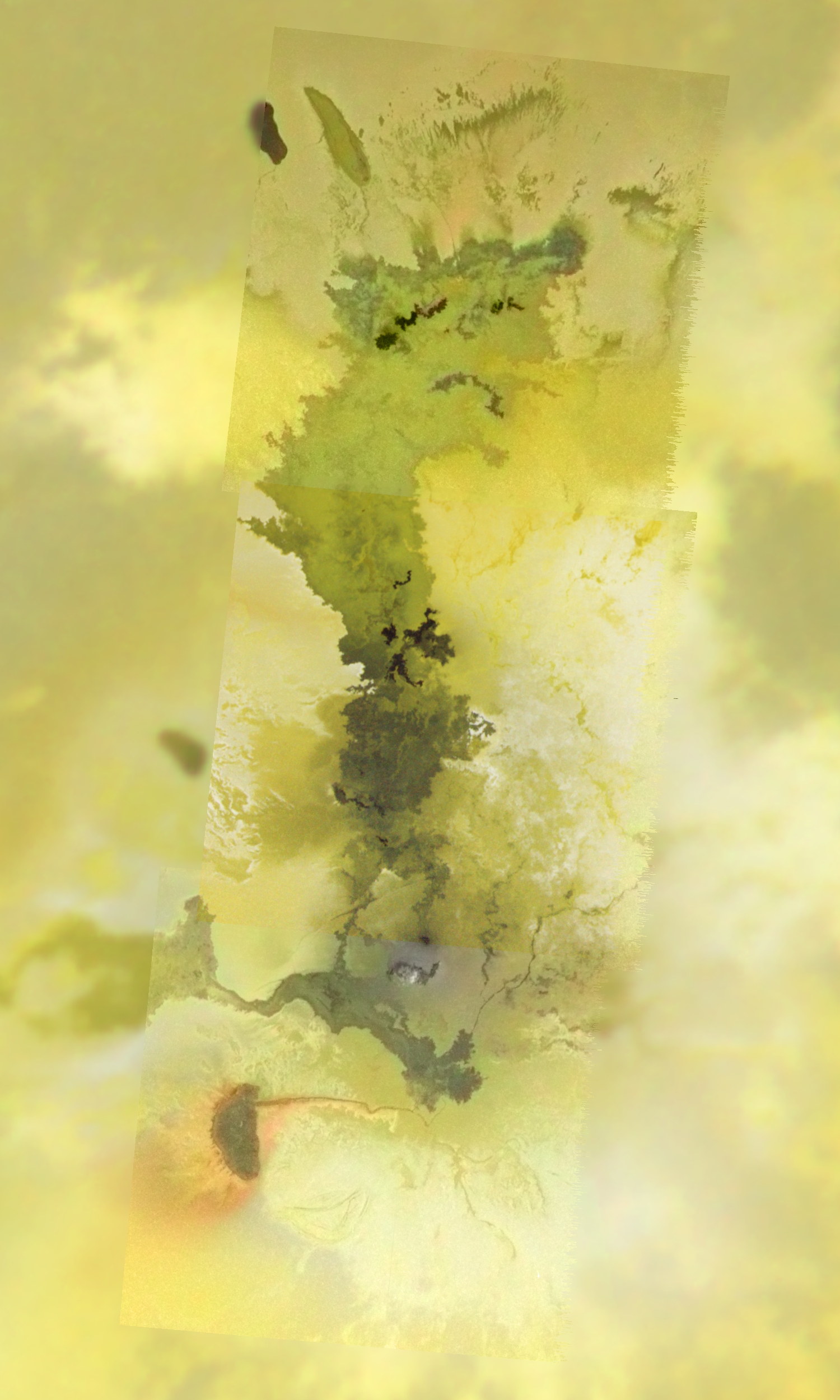
Pohled na rozsáhlé lávové pole v okolí sopky Amirani

Amirani je aktivní sopka na Jupiterově měsíci Io. Je umístěna na polokouli přivrácené k Jupiteru na 24,46 stupni severní šířky a 114,68 stupni západní délky. Sopka je zodpovědná za největší lávové proudy ve sluneční soustavě. Jejich rozměr přesahuje všechny ostatní pozorované aktivní lávové proudy na ostatních tělesech sluneční soustavy.
Sopka byla poprvé pozorována v roce 1979 sondou Voyager 1. Později ji Mezinárodní astronomická unie pojmenovala podle gruzínského hrdiny Amiraniho. 

## Složení a fyzikální vlastnosti
Amirani je nejspíše velmi stará sopka, její stáří odpovídá zhruba stáří Jupiteru, tedy 4,5 miliardy let. Je obklopena Gish Bar Patera. V rámci vrcholů kráteru, Amirani leží v centru zamrzlého sírového lávového pole, které se skládá z půlkruhové 37 kilometrů široké sopečné jámy, která je propojena úzkým kanálem s 330 kilometrů dlouhým lávovým proudem. 

## Erupce
Sonda Galileo pozorovala sopečnou erupci, při níž vzniklo v průběhu pěti měsíců lávové pole o rozloze 620 kilometrů čtverečních, což je šestkrát více, než vychrlila sopka Kilauea v průběhu 21 let. Tato sopka se podobá štítovým sopkám na Zemi, které také vytvářejí velké lávové proudy a chrlí velké množství materiálu složeného hlavně z bazaltového magmatu a síry. Sopečná aktivita je způsobována slapovými silami Jupitera a dalších velkých měsíců. Vyvřelá láva má teplotu nad 1650 stupňů Celsia (povrch Io má průměrnou teplotu −95 °C). Amirani chrlí lávu nepřetržitě několik let.

## Původ jména
Gruzínský hrdina Amirani, syn bohyně lovu Dali, je ekvivalentem řeckého Titána Prométhea. I on se vzepřel bohům tím, že učil jak pracovat s ohněm a kovy každého, s kým přišel do styku. Za trest byl připoután ke skále na Kavkaze, kam k němu každý den přilétal orel, který mu měl vyklovnout játra.